# Kabinett Bidault II

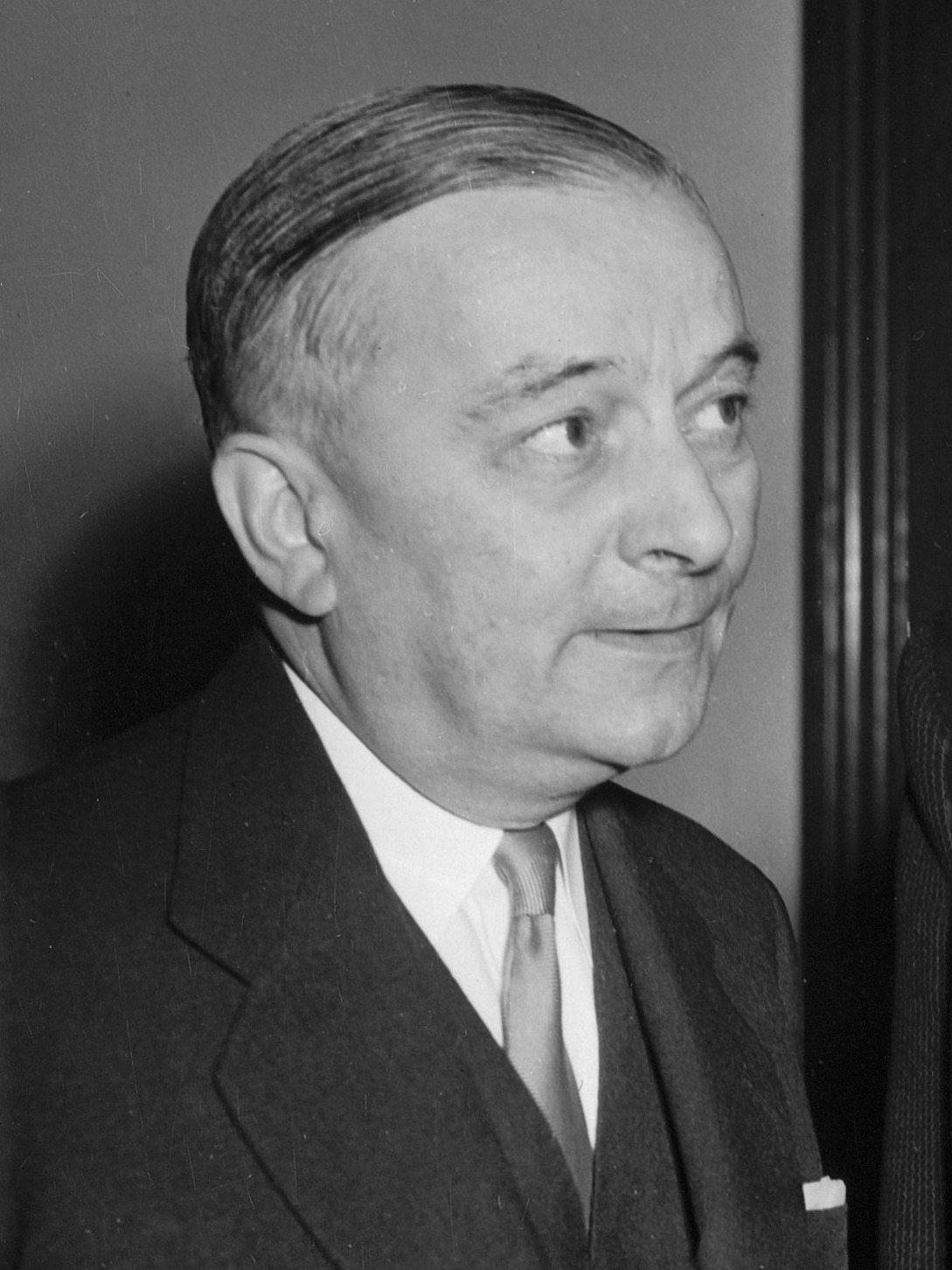
Georges Bidault war zwischen 1949 und 1950 Premierminister

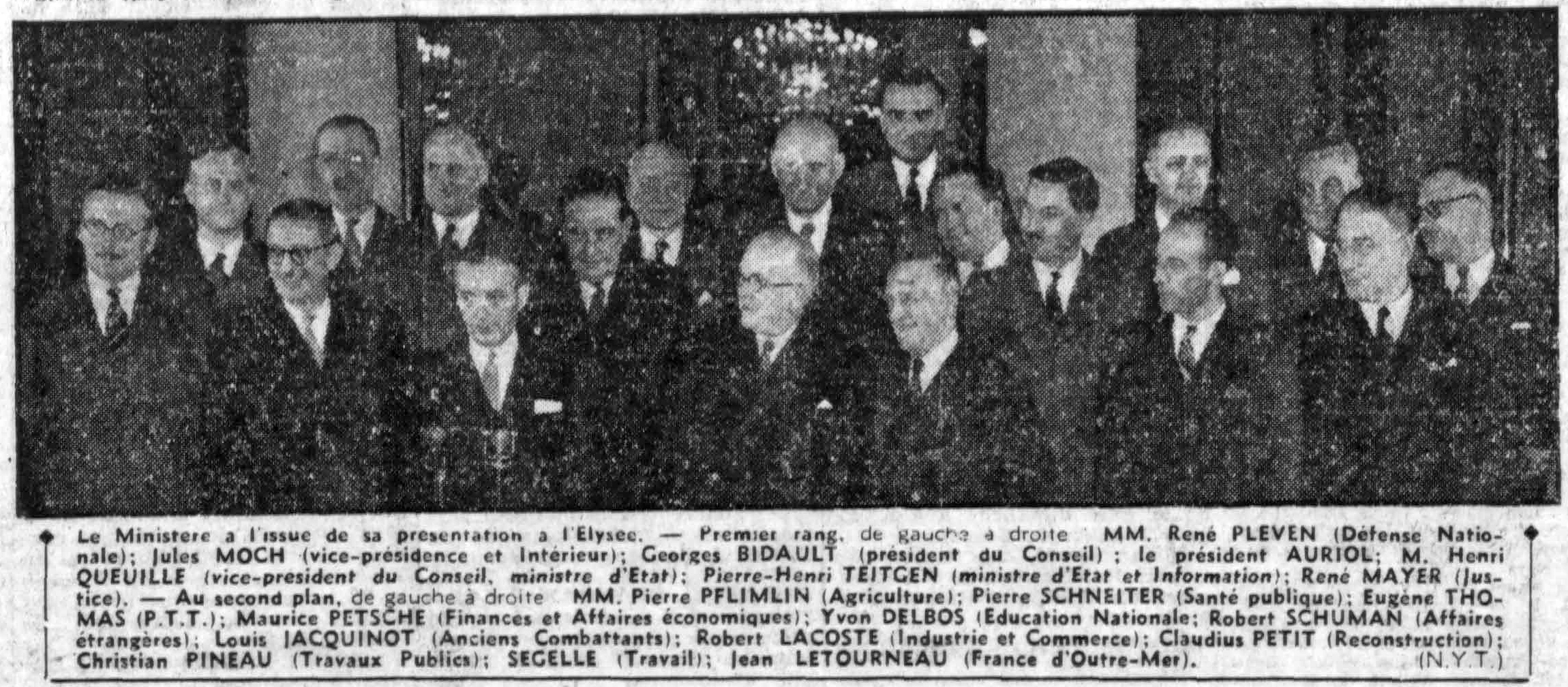
28. Oktober 1949 – Kabinett Georges Bidault II (New York Times)

Das zweite Kabinett Bidault wurde am 28. Oktober 1949 von Premierminister (Président du Conseil) Georges Bidault gebildet und löste das Kabinett Queuille I ab, das am 5. Oktober 1949 gestürzt worden war. Die Regierung setzte sich aus Vertretern der Mouvement républicain populaire (MRP), Section française de l’Internationale ouvrière (SFIO), Parti républicain, radical et radical-socialiste (PRS), Union démocratique et socialiste de la Résistance (UDSR), Centre national des indépendants (CNI) und der Parti paysan d’union sociale (PP) zusammen.
Die zweite Regierung Bidault befand sich bis zum 7. Februar 1950 im Amt und wurde dann von dem ebenfalls von Georges Bidault gebildeten Kabinett Bidault III abgelöst. Während der Amtszeit der zweiten Regierung Bidault wurde am 30. November 1949 das Hohe Kommissariat für Treibstoffe (Haut Commissariat au Ravitaillement) aufgelöst und die Rationierung beendet.

## Kabinett

### Minister
Dem Kabinett gehörten folgende Minister an:
| Amt                                                      | Name                  | Beginn der Amtszeit | Ende der Amtszeit |
| -------------------------------------------------------- | --------------------- | ------------------- | ----------------- |
| Premierminister                                          | Georges Bidault       | 28. Oktober 1949    | 7. Februar 1950   |
| Vize-Premierminister                                     | Henri Queuille        | 28. Oktober 1949    | 7. Februar 1950   |
| Vize-Premierminister und Innenminister                   | Jules Moch            | 28. Oktober 1949    | 7. Februar 1950   |
| Staatsminister und Informationsminister                  | Pierre-Henri Teitgen  | 28. Oktober 1949    | 7. Februar 1950   |
| Siegelbewahrer, Justizminister                           | René Mayer            | 29. Oktober 1949    | 7. Februar 1950   |
| Außenminister                                            | Robert Schuman        | 29. Oktober 1949    | 7. Februar 1950   |
| Minister für nationale Verteidigung                      | René Pleven           | 29. Oktober 1949    | 7. Februar 1950   |
| Minister für Finanzen und Wirtschaft                     | Maurice Petsche       | 29. Oktober 1949    | 7. Februar 1950   |
| Minister für nationale Bildung                           | Yvon Delbos           | 29. Oktober 1949    | 7. Februar 1950   |
| Minister für öffentliche Arbeiten, Verkehr und Tourismus | Christian Pineau      | 29. Oktober 1949    | 7. Februar 1950   |
| Minister für Industrie und Handel                        | Robert Lacoste        | 29. Oktober 1949    | 7. Februar 1950   |
| Landwirtschaftsminister                                  | Pierre Pflimlin       | 29. Oktober 1949    | 2. Dezember 1949  |
| Landwirtschaftsminister                                  | Gabriel Valay         | 2. Dezember 1949    | 7. Februar 1950   |
| Minister für die Überseegebiete                          | Jean Letourneau       | 29. Oktober 1949    | 7. Februar 1950   |
| Minister für Arbeit und soziale Sicherheit               | Pierre Ségelle        | 29. Oktober 1949    | 7. Februar 1950   |
| Minister für Wiederaufbau und Stadtplanung               | Eugène Claudius-Petit | 29. Oktober 1949    | 7. Februar 1950   |
| Minister für Veteranen und Kriegsopfer                   | Louis Jacquinot       | 29. Oktober 1949    | 7. Februar 1950   |
| Minister für öffentliche Gesundheit und Bevölkerung      | Pierre Schneiter      | 29. Oktober 1949    | 7. Februar 1950   |
| Minister für Post, Telefonie und Telegrafie              | Eugène Thomas         | 29. Oktober 1949    | 7. Februar 1950   |

### Staatssekretäre und Unterstaatssekretäre
Dem Kabinett gehören ferner folgende Staatssekretäre und Unterstaatssekretäre an:
| Amt                                                                                          | Name                      | Beginn der Amtszeit | Ende der Amtszeit |
| -------------------------------------------------------------------------------------------- | ------------------------- | ------------------- | ----------------- |
| Staatssekretär beim Premierminister                                                          | Paul Bacon                | 29. Oktober 1949    | 7. Februar 1950   |
| Staatssekretär beim Premierminister für den öffentlichen Dienst und Verwaltungsreformen      | Jean Biondi               | 29. Oktober 1949    | 7. Februar 1950   |
| Staatssekretär im Innenministerium                                                           | Jean Meunier              | 29. Oktober 1949    | 7. Februar 1950   |
| Staatssekretär im Ministerium für nationale Verteidigung                                     | Max Lejeune               | 29. Oktober 1949    | 7. Februar 1950   |
| Staatssekretär im Ministerium für nationale Verteidigung                                     | Jean Raymond-Laurent      | 29. Oktober 1949    | 7. Februar 1950   |
| Staatssekretär im Ministerium für nationale Verteidigung                                     | André Maroselli           | 29. Oktober 1949    | 7. Februar 1950   |
| Staatssekretär für Finanzen im Ministerium für Finanzen und Wirtschaft                       | Edgar Faure               | 29. Oktober 1949    | 7. Februar 1950   |
| Staatssekretär für Wirtschaft im Ministerium für Finanzen und Wirtschaft                     | Robert Buron              | 29. Oktober 1949    | 7. Februar 1950   |
| Unterstaatssekretär im Ministerium für Finanzen und Wirtschaft                               | Lionel de Tinguy du Pouët | 29. Oktober 1949    | 7. Februar 1950   |
| Staatssekretär für technische Bildung, Jugend und Sport im Ministerium für nationale Bildung | André Morice              | 29. Oktober 1949    | 7. Februar 1950   |
| Staatssekretär für die Handelsmarine im Ministerium für öffentliche Arbeiten und Verkehr     | Jacques Chastellain       | 29. Oktober 1949    | 7. Februar 1950   |
| Unterstaatssekretär im Ministerium für Industrie und Handel                                  | Raymond Marcellin         | 29. Oktober 1949    | 7. Februar 1950   |
| Unterstaatssekretär im Landwirtschaftsministerium                                            | Paul Ihuel                | 29. Oktober 1949    | 7. Februar 1950   |
| Unterstaatssekretär im Ministerium für die Überseegebiete                                    | Louis Aujoulat            | 29. Oktober 1949    | 7. Februar 1950   |
| Unterstaatssekretär im Ministerium für die Überseegebiete                                    | Georges Gorse             | 29. Oktober 1949    | 7. Februar 1950   |
| Unterstaatssekretär im Ministerium für öffentliche Gesundheit und Bevölkerung                | Paul Ribeyre              | 29. Oktober 1949    | 7. Februar 1950   |